# Semiothisa compsogramma
Semiothisa compsogramma là một loài bướm đêm trong họ Geometridae.